# Distrito de Latur
Latur (en maratí; लातूर जिल्हा ) es un distrito de India, parte de la división de Aurangabad en el estado de Maharastra . 
Comprende una superficie de 7 157 km².
El centro administrativo es la ciudad de Latur.

## Demografía
Según censo 2011 contaba con una población total de 2 455 543 habitantes.